# Howard Darrin
Howard „Dutch” Darrin (ur. 1897 w Cranford, zm. 1982) – amerykański stylista motoryzacyjny i pilot.

## Życiorys
Howard Darrin początkowo pracował jako inżynier elektryk w firmie Westinghouse Electric Company. Po przystąpieniu USA do I wojny światowej służył jako pilot wojskowy w eskadrze rozpoznawczej na froncie we Francji. Po wojnie założył własne przedsiębiorstwo lotnicze w USA, lecz sprzedał je w 1921 roku, po czym powrócił do Europy i zamieszkał w Paryżu. Razem z Thomasem Hibbardem w 1923 roku założyli w Paryżu własną firmę Hibbard & Darrin projektującą i budującą ekskluzywne nadwozią dla samochodów. Firma zatrudniała do 200 pracowników i specjalizowała się w lekkich panelach z aluminium. Hibbard odszedł jednak w 1930 roku do General Motors, po czym w latach 30. firma Darrina z nowym partnerem podupadła z uwagi na kryzys i zmniejszającą się popularność indywidualnie budowanych nadwozi.
W 1937 roku Darrin wrócił do USA i założył w Los Angeles studio nadwoziowe Darrin of Paris, budujące m.in. indywidualne nadwozia na zamówienie gwiazd filmu z Hollywood, między innymi na podwoziach Packarda. Nawiązał również współpracę z Packardem jako konsultant stylistyczny i między innymi był współodpowiedzialny za projekt modelu Packard Clipper.

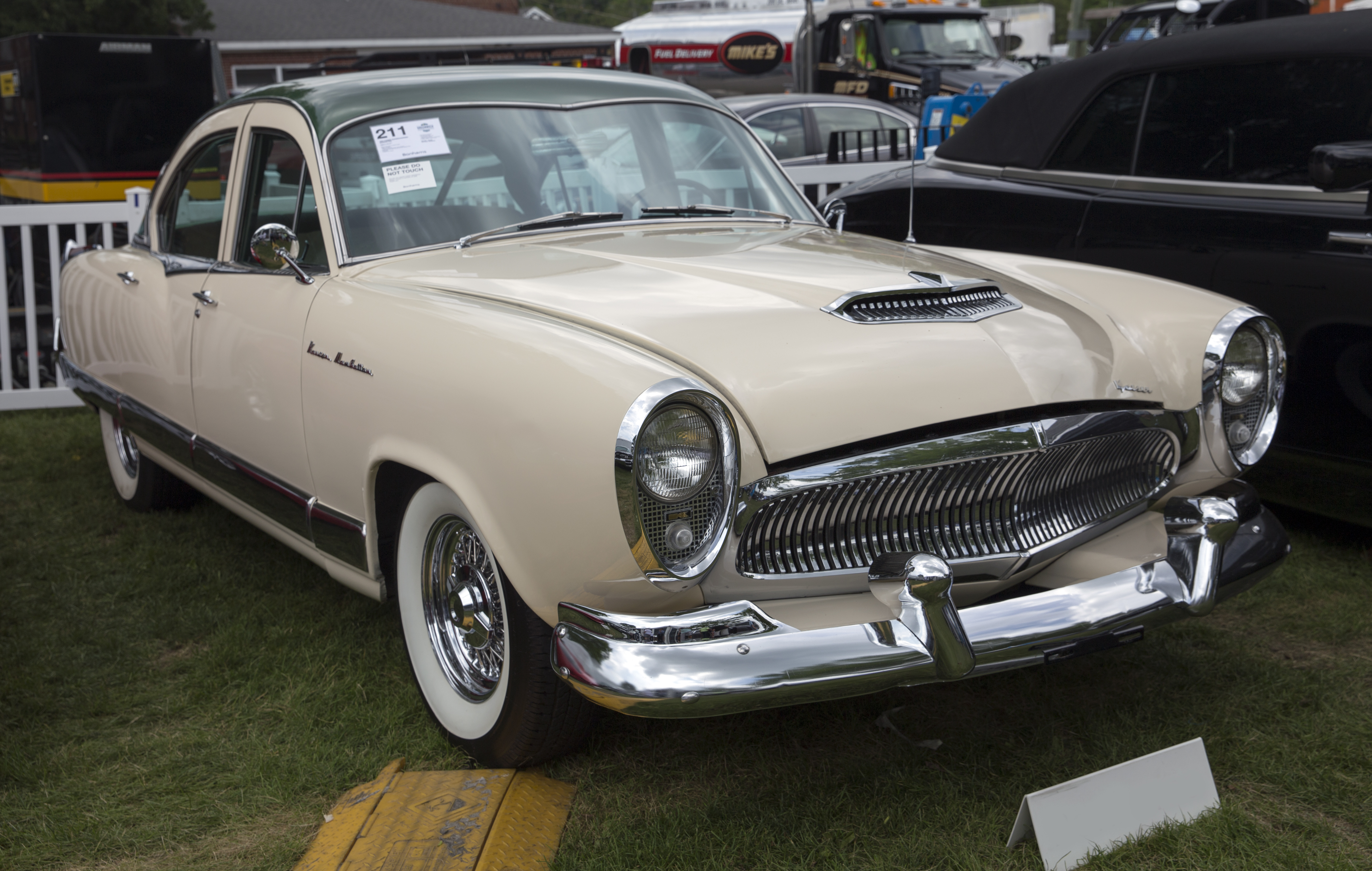
Kaiser Manhattan z 1954, z charakterystycznym wcięciem bocznej linii i górnej krawędzi szyby (Darrin dip)

Podczas II wojny światowej Darrin służył jako instruktor latania. Po wojnie założył nową firmę Darrin Motor Car Company, która miała produkować samochód sportowy z nadwoziem z włókna szklanego, lecz nie udało się wprowadzić go do produkcji. Równolegle został zaangażowany jako konsultant stylistyczny przez nowo powstały koncern Kaiser-Frazer, projektując nadwozia jego modeli od końca lat 40. do końca produkcji samochodów osobowych w 1955 roku. Między innymi, w 1946 roku zaprojektował pierwsze nowoczesne amerykańskie nadwozia w stylu pontonowym, z gładkimi bokami, samochodów Kaiser i Frazer. Zaprojektował też samochód sportowy Kaiser Darrin, wyprodukowany w niewielkiej liczbie w 1954 roku.
Zmarł w 1982 roku.

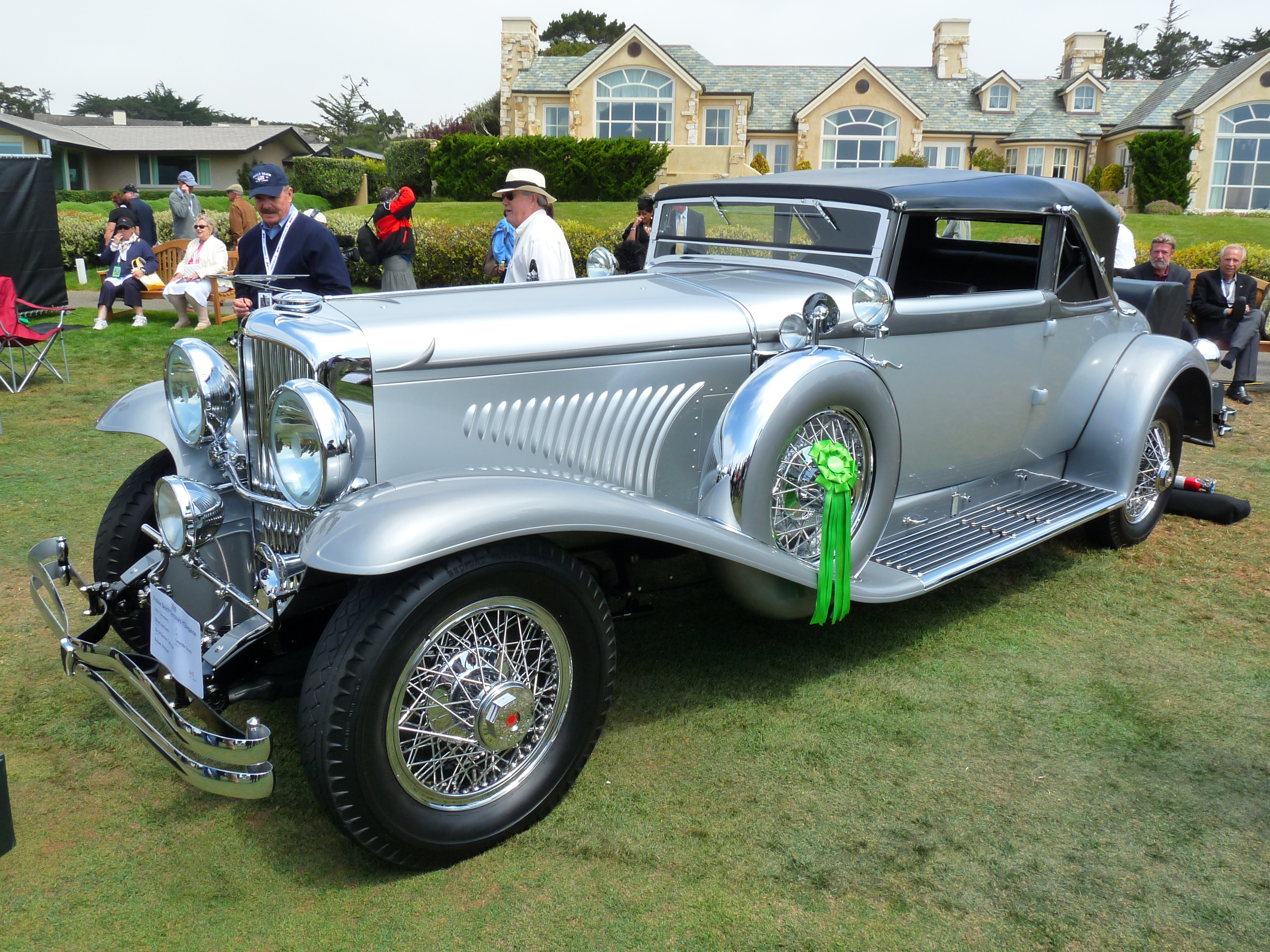
Duesenberg J Hibbard & Darrin Victoria convertible z 1930
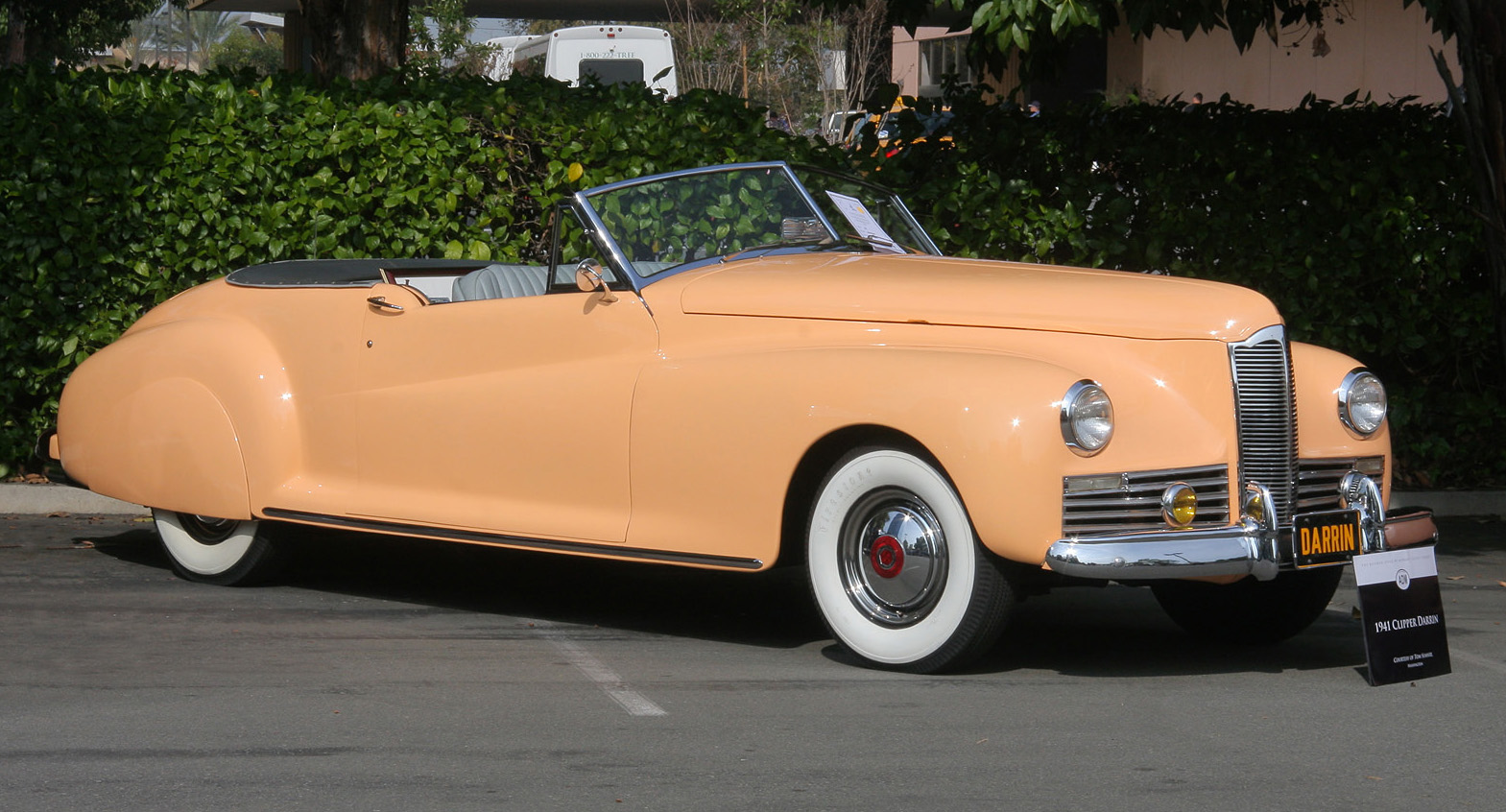
Packard Clipper Darrin Convertible z 1941
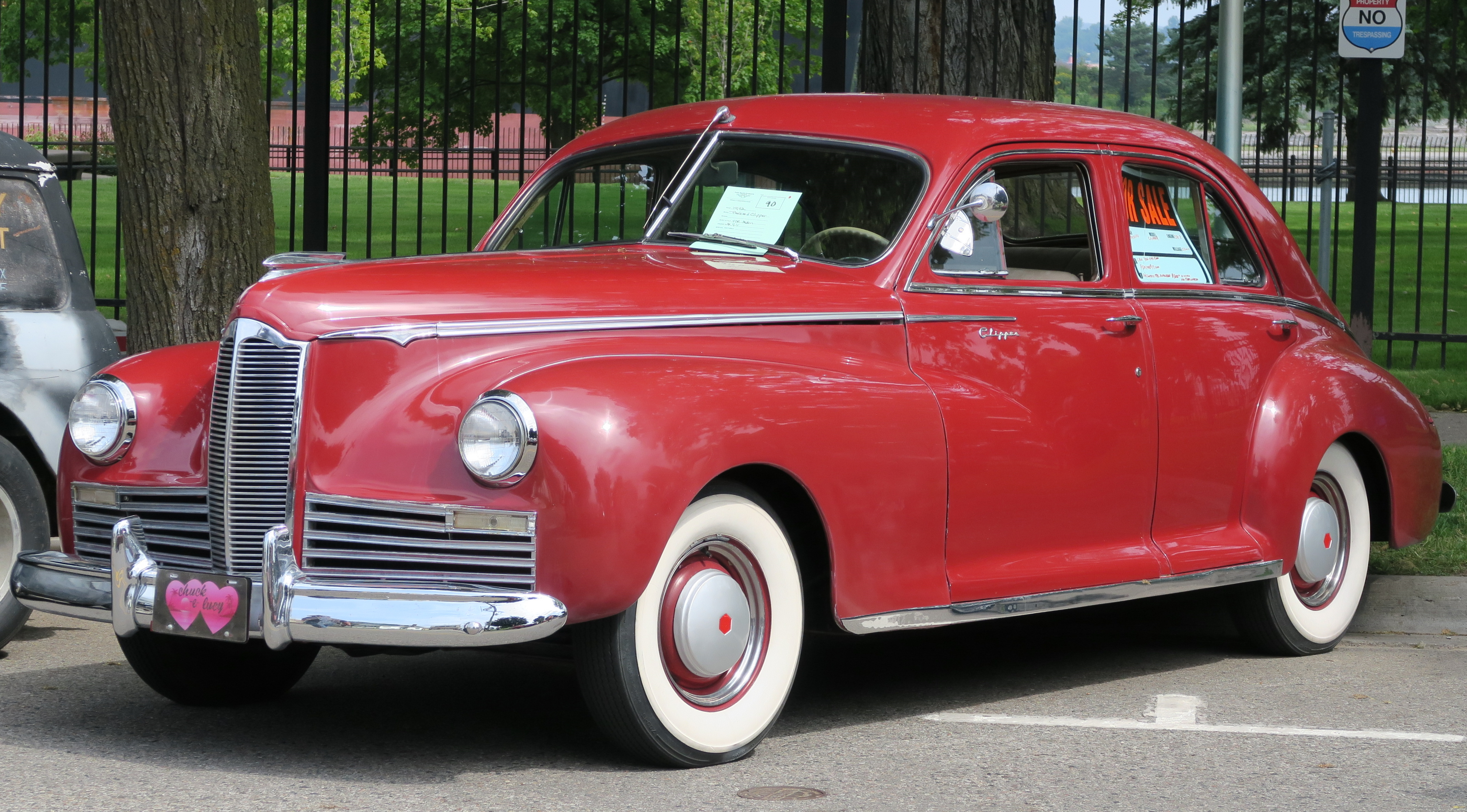
Packard Clipper z 1942
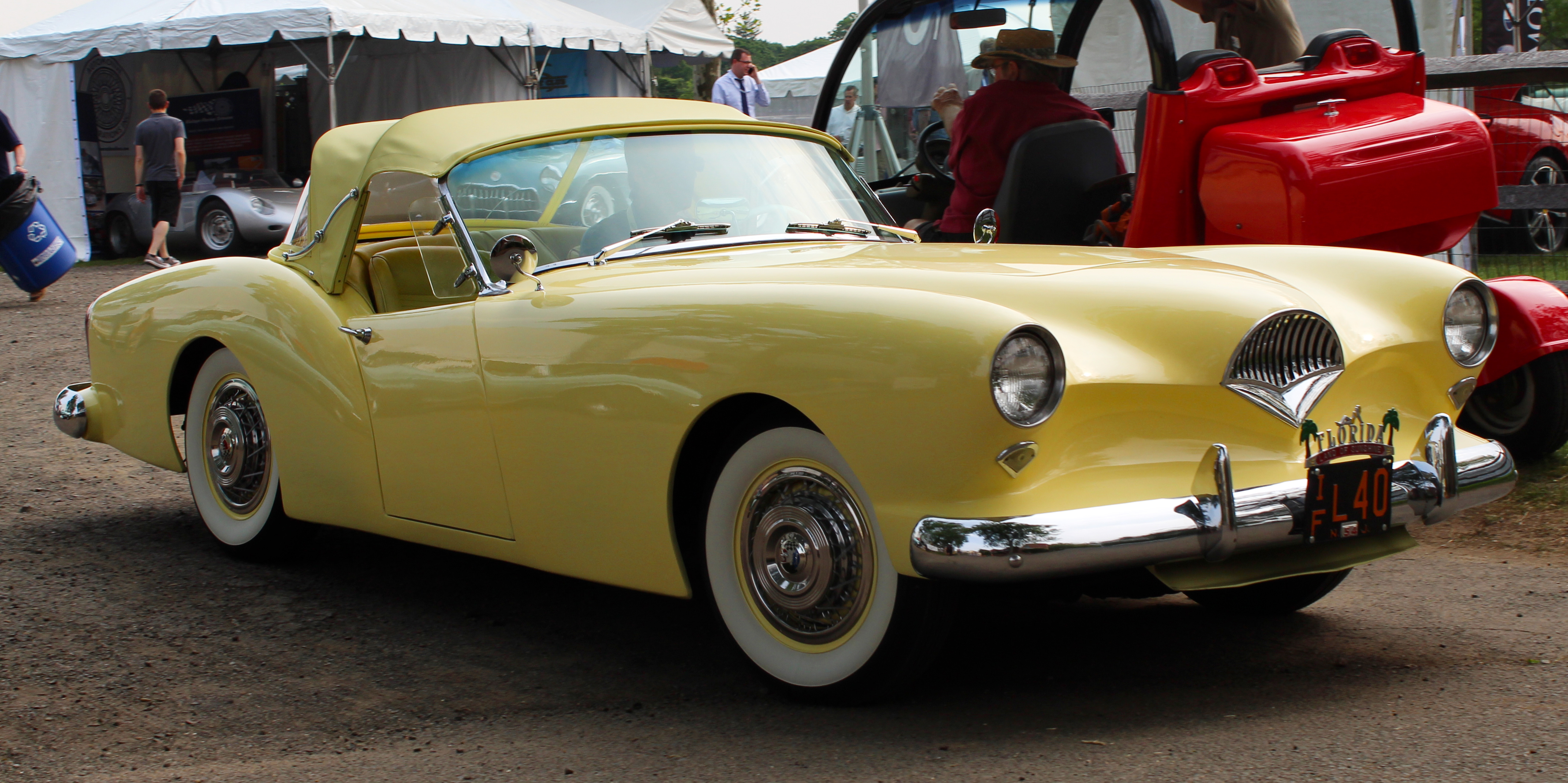
Kaiser Darrin z 1954